# Semana Santa en Soria
La Semana Santa de Soria, declarada Fiesta de Interés turístico de Castilla y León, es uno de los múltiples atractivos que posee esta Muy Noble, Muy Leal y Antiquísima Ciudad. Semana Santa silenciosa y austera, devocional; fiel reflejo de la sociedad soriana que la sustenta. Destaca por su intenso sentimiento religioso.
Sus tallas se encuentran a la altura de las grandes tallas castellanas (de gran valor artístico en escultura policromada) que participan en la Semana Santa en Castilla y León. Como muestra de ello, podemos contemplar durante la Semana de Pasión la bella imagen del Cristo del Humilladero (siglo XVI), atribuido a Juan de Juni o a su escuela. Todo ello convierte sus procesiones, y en especial la Procesión General del Santo Entierro de Cristo la tarde-noche de Viernes Santo, en muestras de religiosidad de corte familiar, íntimo, propio de los sorianos y forasteros que las contemplan.

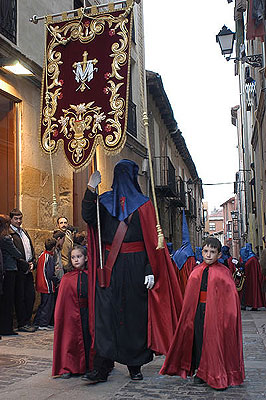
Cofrades de las Santas Caídas de Jesús en Soria

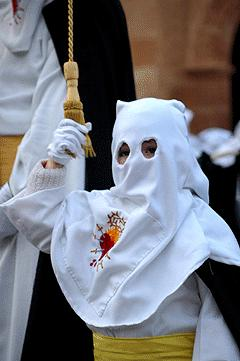
Cofrades de la Virgen de la Soledad de Soria

Procesos tradicionales, siempre a la misma hora y pasando por la calle del Collado; como el Vía Crucis de las Santas Caídas y la Procesión del Silencio la noche de Jueves Santo, o la Predicación de las Santas Palabras la mañana de Viernes Santo desde los siete balcones de costumbre. Como escenario, las viejas callejas, callejones, plazas y plazoletas de una mágica ciudad que todavía conserva el encanto mágico de antaño. Existen rincones en los cuáles el tiempo se resiste a avanzar, parece detenido a perpetuidad, especialmente al caer el sol.
Tras tres años de recopilación de información por parte de la Junta de Cofradías de Semana Santa de la Ciudad, el 8 de agosto de 2008 se publicó en el Boletín Oficial de Castilla y León la Orden de la Consejería de Cultura y Turismo por la que se declara fiesta de Interés Turístico de Castilla y León a la Semana Santa Soriana.

## Cofradías

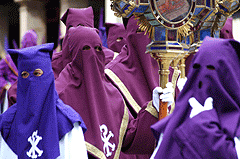
Cofrades de las Siete Palabras de Jesús en la Cruz

En la Semana Santa Soriana son ocho las cofradías que recorren, durante estos días, la ciudad; inundándola tanto con sonidos viejos de cornetas y tambores, como de sobrios pasos de claro corte castellano. Las Cofradías, cuyos hermanos participantes en la procesión son conocidos popularmente como capuchones por su típica indumentaria; tienen encomendado, en los días de Pasión, bajar sus pasos hasta la Santa Iglesia Concatedral de San Pedro Apóstol, donde permanecerán hasta la tarde del Viernes Santo o de la Cruz, con el fin de participar en la Procesión General del Santo Entierro de Cristo.
El origen de las cofradías sorianas se remonta al siglo XIX; pero ya desde el siglo XVI en Soria, al igual que en el resto de Castilla, consta la existencia de las cofradías penitenciales, de origen gremial, en las ciudades, villas y pueblos de esta tierra.
En 1887 se constituye canónicamente la Cofradía del Santo Entierro de Cristo, cuyos fines se expresaron en dar solemnidad a la procesión del Viernes Santo y promover la piedad religiosa. Con más o menos altibajos, e incluso desaparecida de 1922 a 1937, era la Cofradía del Santo Entierro de Cristo la única que existía en la ciudad. La Procesión del Santo Entierro del Viernes Santo organizada por esta cofradía, así como la de la Virgen de la Soledad, eran las únicas procesiones que tenían lugar en la Soria de la primera mitad del siglo XX.
En torno al año 1947, en la sociedad soriana surge un sentimiento para dignificar la presentación de la Procesión del Santo Entierro de Cristo promovido por la Junta de la Cofradía del Santo Entierro, con el fin de crear una procesión seria, severa y rígida que sea digna de Soria, como ciudad de los mejores títulos. Es en este momento cuando, a partir de la Cofradía del Santo Entierro de Cristo, surgen el total de cofradías actuales; considerándose a aquélla como la cofradía raíz o madre espiritual del resto. Las ocho se agrupan en la Junta General de Cofradías de Semana Santa de Soria.
A raíz de este resurgir de las procesiones de Semana Santa en Soria, empezaron a fundarse una serie de cofradías, a partir de asociaciones profesionales o religiosas de la ciudad. La finalidad era la de alumbrar, cada cofradía, uno o algunos de los pasos que procesionaba la Cofradía del Santo Entierro. De este modo, conforman la Junta General de Cofradías de Semana Santa las siguientes:

### Cofradía de la Entrada de Jesús en Jerusalén

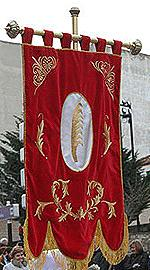
Entrada de Jesús

La más atípica de las cofradías sorianas, se fundó al tiempo que se adquiría su paso procesional, el año de 1960, por las cuatro Parroquias del centro de la ciudad. En el año 2010, en su 50 aniversario, la hermandad se constituyó oficialmente en cofradía con la aprobación por parte del obispado de sus estatutos. La cofradía es principalmente infantil, pues en su mayoría son niños los que procesionan con ella. Se encuentra establecida en la iglesia de Santa María la Mayor. Sale en procesión la mañana del Domingo de Ramos, acompañada por niños del resto de las cofradías que portan palmas, los tambores del Santo Entierro y las cornetas de la Oración en el Huerto. Desde el año 2024, participa junto a la Cofradía de la Oración en el Huerto en la procesión de La Cena en la noche del Lunes Santo. También participa en la Procesión General del Santo Entierro de Cristo, la tarde-noche de Viernes Santo, abriendo el cortejo. Su paso procesional se conoce popularmente como La Borriquilla (1960).
En el año 2024 las cofradías de la Entrada de Jesús en Jerusalén y de la Oración en el Huerto, en colaboración con la asociación Ad Ecclesia, adquirieron el paso de El Cristo de la Cena (Sevilla, 2024) que procesiona el Lunes Santo, completando así el orden cronológico de la Semana Santa Soriana.
El hábito está formado por saya, capuchón y fajín blancos y capa roja. Los niños que abren la procesión van ataviados de albas blancas y esclavinas de colores. Portan palmas a modo de báculos.

### Cofradía de la Oración en el Huerto
Promovida por la Hermandad Ferroviaria de Soria, se constituye el año de 1951 y tiene por sede la iglesia del Carmen (PP Carmelitas). Su procesión particular, junto con la Cofradía de la Flagelación del Señor, tiene lugar el Martes Santo. Desde el año 2024, esta cofradía vuelve a salir en procesión el Lunes Santo, acompañando a El Cristo de la Cena (Sevilla, 2024) junto a la Cofradía de la Entrada de Jesús en Jerusalén. Como las anteriores, participa también en la Procesión General del Santo Entierro de Cristo, el Viernes Santo.
Su paso titular, La Oración en el Huerto (Barcelona, 1898), tiene una factura al estilo de Salzillo y es uno de los más espectaculares pues porta una palmera y dátiles naturales, hiedra; y en la palmera, un cáliz al que señala cristo y al otro lado, una hoja de un olivo del Huerto de Getsemaní enmarcada. Es también cotitular de El Cristo de la Cena (Sevilla, 2024) adquirido junto a la cofradía de la Entrada de Jesús en Jerusalén y cuya talla juega con la simbología de ambas hermandades.
Su hábito lo forma túnica granate; capuchón, cinturón y abotonadura verdes; capa amarillo-dorada y calzado oscuro. Portan báculos iluminados con el emblema de la cofradía.
- Vídeo Cofradía de la Oración en el Huerto de Soria

### Cofradía de la Flagelación del Señor
Surge, el año de 1954, bajo el patrocinio de la industria y el comercio sorianos, establecida canónicamente en la iglesia de Nuestra Señora del Espino. Su procesión tiene lugar el Martes Santo, bajando junto a la Cofradía de la Oración en el Huerto hasta la S.I. Concatedral de San Pedro Apóstol. El Lunes Santo, por las calles de la Parroquia del Espino, lleva a cabo el Via Crucis penitencial de La Columna. Del mismo modo que el resto de cofradías, sale la tarde-noche de Viernes Santo en la Procesión General del Santo Entierro de Cristo. Porta la imagen de La Columna (siglo XVI) y su paso titular de La Flagelación (Escuela de Olot, 1951).
El hábito se compone de túnica y capuchón blancos; capa, botonadura y cíngulo rojos y calzado oscuro. Portan hachones de gas.

### Cofradía Penitencial del Ecce Homo

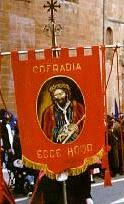
Ecce Homo

Surge el año de 1950 por la acción de varios miembros de la Juventud Antoniana, con sede en el colegio de los RRPP Franciscanos. Tiene procesión propia la tarde de Miércoles Santo desde la iglesia de Santo Domingo (MM Clarisas) hasta la S.I. Concatedral de San Pedro Apóstol; para continuar con un bello y sencillo Viacrucis por la orilla del Duero, hasta la ermita de San Saturio. Al igual que el resto de cofradías, acompaña también a la Cofradía del Santo Entierro de Cristo en la tarde-noche de Viernes Santo.
El paso titular de la cofradía es El Ecce Homo (Escuela romanista navarra, siglo XVII), que pudiera pertenecer al antiguo paso de La Corona de Espinas.
El hábito que visten los cofrades está formado por túnica franciscana marrón; capuchón, capa y cíngulo rojos; guantes blancos y calzado oscuro. Portan báculos iluminados con el emblema de la cofradía. La Banda se diferencia por portar capuchón marrón y cíngulo blanco.

### Cofradía de las Santas Caídas de Jesús

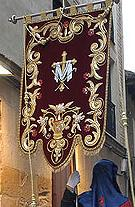
Santas Caídas

Su origen se remonta a 1955, surgida de la unión de varios vecinos en el Círculo Parroquial de San Pedro; tiendo por sede canónica la S.I. Concatedral de San Pedro Apóstol. Su Procesión Via Crucis de Penitencia tiene lugar la tarde de Jueves Santo, rezándose las distintas estaciones en los puntos de costumbre, con breve plática conmemorativa de las Santas Caídas. Del mismo modo que las anteriores, participa en la Procesión General del Santo Entierro de Cristo la tarde-noche de Viernes Santo.
Su paso procesional, de una austeridad extrema, es conocido como La Caída (Barcelona, 1892); y cargan tres pesadas cruces de madera representantes de las Tres Caídas. En el año 2015 y coincidiendo con el 60.º aniversario de la creación de la cofradía se incorporó el paso de La Verónica (Socuéllamos, 2014).
El hábito de los cofrades se compone de túnica y calzado negros; capa granate; capuchón azul; cinturón y botonaduras rojos y guantes blancos. Portan báculos plateados con la imagen del Cristo al que acompañan.

### Cofradía de las Siete Palabras de Jesús en la Cruz

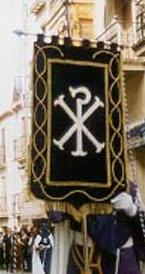
Siete Palabras

Fundada el año 1949, en el seno de la juventud de la Acción Católica, tiene por sede la iglesia de El Salvador. Su predecesora más inmediata fue la Cofradía de los Florines, llamada así porque todo cofrade al morir dejaba cinco florines de oro, con obligación de que la Hermandad le hiciera un aniversario de misa y vísperas por su alma en un día determinado. Su procesión particular tiene lugar la mañana de Viernes Santo, en la cual se predican las Santas Palabras a la ciudad en los balcones de costumbre. Así mismo, participa en la Procesión General del Santo Entierro de Cristo en la tarde-noche de Viernes Santo.
Porta los pasos de La Exaltación de la Santa Cruz (1999) y el Calvario de los Florines (Escuela castellana, siglo XVI), que es su paso titular; y los Siete Faroles representantes de las Siete Palabras.
El hábito se compone de túnica y capuchón morados; capa, fajín, codón y guantes blancos y calzado oscuro. Portan báculos con el emblema de la cofradía.
- Página web de la Cofradía de las Siete Palabras de Jesús en la Cruz de Soria.
- Vídeo Cofradía de las Siete Palabras de Jesús en la Cruz de Soria

### Cofradía del Santo Entierro de Cristo

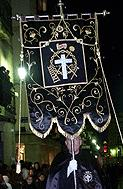
Santo Entierro

Fundada en el año de 1887, se considera la cofradía Raíz de las existentes en la ciudad. Se haya establecida canónicamente, desde su constitución, en la S.I. Concatedral de San Pedro Apóstol. Organiza la Procesión General del Santo Entierro de Cristo de Viernes Santo, a la que asisten todas las cofradías de la ciudad, portando a hombros los pasos del Lignum Crucis (1968), que porta la reliquia de la Santa Cruz llegada a Soria en 1522, cuando el Papa Adriano VI la requirió para venerarla devolviéndola al año siguiente; y el Santo Sepulcro (Zaragoza, 1891), paso titular de la cofradía. También portan el Crucifijo del Santo Entierro encargado al escultor Molina en 1901 ya que la imagen de Jesús Crucificado que se procesionaba hasta ese momento, propiedad del señor Marqués de la Vilueña, se quemó en el incendio de su palacio en 1897.
Su hábito se compone de saya negra, capa de raso negro, cíngulo amarillo, guantes blancos y calzado rigurosamente negro; con la peculiaridad de ser la única cofradía cuyos cofrades salen en procesión con la cabeza descubierta y sin báculo.
- Página web de la Cofradía del Santo Entierro de Cristo de Soria.
- Vídeo Cofradía del Santo Entierro de Cristo de Soria

### Cofradía de la Virgen de la Soledad

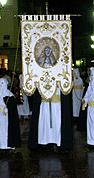
Virgen de la Soledad

A pesar de tener presencia desde el siglo XVI, relacionada con la antigua Cofradía de la Vera-Cruz, la Virgen de la Soledad no tiene cofradía propia hasta el año 1951, año en el que se redacta su Reglamento. Se encuentra establecida canónicamente en la ermita de Nuestra Señora de la Soledad, perteneciente a la Parroquia del Espino. Su Procesión del Silencio, la madrugada de Jueves Santo a Viernes Santo, es una de las más emotivas que tienen lugar en la Semana Santa Soriana. Participa, así mismo, en la Procesión General del Santo Entierro de Cristo; cerrando la Virgen de la Soledad el cortejo procesional.
Es encargada de alumbrar la talla del Cristo del Humilladero (Juan de Juni o su escuela, siglo XVI) y la imagen de la Virgen de la Soledad (siglo XVI), su paso titular. También portan siete faroles representantes de los Siete Dolores de la Virgen.
El hábito se constituye en saya, capuchón y guantes blancos; capa y calzado negros y fajín amarillo. Portan cruces de madera marrón oscuro.
- Página web de la Cofradía de la Virgen de la Soledad de Soria.
- Vídeo Cofradía de la Virgen de la Soledad de Soria

## Procesiones, Actos y Oficios Religiosos

### Sábado de Pasión
Las celebraciones y actos de la Semana Santa Soriana comienzan el Sábado de Pasión. Conocido como Sábado del Pregón, éste tiene lugar en la iglesia de El Salvador en torno a las 20.30 horas; siendo pregonero alguna personalidad relacionada con Soria y con su Semana Santa. A continuación, tiene lugar el tradicional Concierto del Pregón de Semana Santa a cargo de la Coral de Soria.

### Domingo de Ramos
La celebración del Domingo de Ramos en Soria tiene, al igual que en el resto de Castilla y León, una importante presencia infantil. Con los actos y procesiones de este día se rememora la entrada triunfal de Jesús en Jerusalén, a lomos de un asno, con la alegría de la muchedumbre que le recibió con palmas y ramos. La celebración del Domingo de Ramos en Soria nos traslada al recuerdo de la infancia; a la alegría propia de un niño que, con ilusión, sale de casa de la mano de sus padres para recibir a Jesús. Un dicho popular soriano se oye varias veces esa mañana, dice así: el que no estrena el Domingo de Ramos, no tiene ni pies ni manos.

#### Bendición de Palmas, Procesión y Misa Solemne
A primera hora de la mañana, pueden verse por las calles a los cofrades ataviados con sus trajes procesionales, que se dirigen a los templos de la ciudad para participar en los actos de este día. La mayoría de las cofradías, tras la Bendición de Palmas, salen a las calles en procesión, finalizando en sus templos con Misa Solemne; son las denominadas Cofradías de Palmas. Dentro de estos actos, merecen especial atención los que celebran, conjuntamente, la Cofradía del Santo Entierro de Cristo y la Cofradía de las Santas Caídas de Jesús en la S.I. Concatedral de San Pedro Apóstol. A las 10.15 horas comienza el coro, en la Concatedral, con el Canto de Laudes. A continuación, tiene lugar la Bendición de Palmas; saliendo ambas cofradías en procesión por las calles de la Parroquia de San Pedro, regresando a la Concatedral para celebrar la Misa Conventual.
También destaca la bendición de los Ramos que realizan los cofrades del Ecce Homo. Estos acuden con su palma a la iglesia del convento de los Padres Franciscanos, sede de la Cofradía; desde allí, parten en procesión hacia la iglesia de Santo Domingo, joya del románico, donde se expone al culto la imagen del "Ecce Homo" que la Hermandad acompañará por las calles de Soria los próximos días. Anejo a esta iglesia se encuentra el convento de clausura de las Madres Clarisas cuya comunidad asiste a la misa al otro lado de la reja que se erige en el presbiterio. De rodillas en un reclinatorio, la abadesa del convento espera al Capellán de la Cofradía de quien recibe la palma que éste ha portado en la procesión y, a continuación, el sacerdote celebra la misa. Este acto está cargado de simbolismo puesto que rememora el Domingo de Ramos de 1212, cuando Santa Clara recibió durante la misa la palma de manos del obispo de Asís, hecho crucial en su vida ya que esa misma noche Clara abandonó su hogar, se entrevistó con San Francisco e ingresó en la vida conventual.

#### Procesión de La Entrada de Jesús en Jerusalén

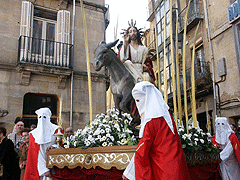
Procesión de La Borriquilla la mañana del Domingo de Ramos en Soria

Desde la iglesia de Santa María la Mayor, a las 13.00 horas, da comienzo la Procesión de la Cofradía de la Entrada de Jesús en Jerusalén; popularmente conocida en Soria como Procesión de la Borriquilla. Del interior del templo salen los niños de la Parroquia de la Mayor, acompañados por niños del resto de cofradías de la ciudad, portando palmas en sus manos que moverán durante el transcurso de la procesión. La Cofradía, que no posee banda propia, es acompañada por la Banda de Tambores del Santo Entierro y por la Banda de Cornetas de las Santas Caídas. El momento más entrañable de esta procesión tiene lugar cuando el paso de la cofradía traspasa la portada románica de la iglesia de la Mayor.
El paso de La Borriquilla (1960) resulta extremadamente sencillo, siendo en esta característica donde radica su belleza. Representa a Jesús montado sobre un asno que con la mano derecha imparte la bendición a quien encuentra a su paso, portando en la mano izquierda una palma. El paso se monta sobre un pequeño y sencillo carro adornado con flores y palmas. La procesión cruza la plaza Mayor y sube por la calle del Collado hasta la plaza de San Esteban; para retomar el mismo camino de vuelta y finalizar en la S.I. Concatedral de San Pedro Apóstol.

### Lunes Santo
Si bien el día anterior, Domingo de Ramos, Soria celebró con alegría la llegada de Jesús a Jerusalén; a partir del Lunes Santo la ciudad va amaneciendo cada día con un progresivo sentimiento de dolor contenido ante el avance en los acontecimientos de la Pasión, Muerte y Resurrección de Cristo.
A mediados del siglo XX, con el resurgimiento de la Semana Santa Soriana, la noche de Lunes Santo era el momento asignado a la Cofradía de la Oración en el Huerto para realizar su procesión particular. Desde su constitución canónica en 1951, el Lunes Santo alumbraba el paso de La Oración en el Huerto (Barcelona, 1898) desde la iglesia del Carmen hasta la S.I. Concatedral de San Pedro, entonces Colegiata. Con el devenir de los años, esta procesión se trasladó a la noche de Martes Santo; compartiendo procesión con la Cofradía de la Flagelación del Señor, quedando el Lunes Santo en Soria sin acto alguno, a excepción de los oficios religiosos propios del día.
En el año 2024 se instaura de nuevo una procesión con el objetivo de completar la cronología de las procesiones que tienen lugar en la Semana Santa de la capital, una de las singularidades que la hacen única, tomando como pasaje La Última Cena, un momento clave en el relato de la Pasión y que no tenía representación. De este modo la Cofradía de la Oración en el Huerto vuelve a procesionar el Lunes Santo junto a la Cofradía de la Entrada de Jesús en Jerusalén.

#### Via Crucis Penitencial de la Cofradía de la Flagelación

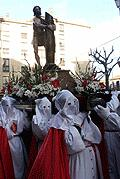
Cristo atado a La Columna

Fue en el año 2004, con motivo de la celebración de las bodas de oro de la Cofradía de la Flagelación del Señor, cuando nace una nueva procesión la tarde-noche de Lunes Santo. En dependencias de la entonces Colegiata de San Pedro se encontraba la antigua talla de Jesús atado a la Columna que, desde el siglo XVI, sacaba en procesión la Cofradía de San Crispín y San Crispiniano; del gremio de zapateros de la ciudad. Desaparecida la cofradía de los zapateros, esta talla salía con la Cofradía del Santo Entierro de Cristo, en la Procesión de Viernes Santo. En el año 1951, la Cofradía del Santo Entierro decide, ante su estado de conservación, sustituir la imagen de la Columna con un nuevo paso procesional que representase el momento de la flagelación. Este nuevo paso fue el origen, el año de 1954, de la Cofradía de la Flagelación del Señor; al cederlo la Cofradía del Santo Entierro para su procesión el Martes Santo.
La antigua talla de la Columna permaneció en la Concatedral hasta que la Cofradía de la Flagelación del Señor la solicitó al Cabildo de San Pedro, restaurándola, con el fin de celebrar un Viacrucis Penitencial por las calles de la parroquia del Espino la tarde-noche de Lunes Santo. La imagen de Jesús atado a la Columna (Escuela castellana, siglo XVI) muestra a Cristo abrazando la columna, a la que está atado con una cuerda que también le rodea el cuello, en la cual será azotado y flagelado. Imagen de escuela castellana de mediano tamaño, muy austera en su talla y policromía, es portada a hombros por cofrades de la Flagelación sobre un trono de madera de un color oscuro, adornado con flores y faldón rojo.
Da comienzo la procesión a las 20.00 horas en la iglesia de Nuestra Señora del Espino, lugar de salida y de regreso; rezándose por las calles de la Parroquia, popularmente conocidas como barrio del Calaverón, las catorce estaciones del Viacrucis.

#### Procesión de El Cristo de la Cena
Finalizado el Viacrucis Penitencial de la Cofradía de la Flagelación, da comienzo la procesión a las 22:30 horas, desde la iglesia de San Juan de Rabanera pasando por la Casa Diocesana hasta la iglesia de Santa María la Mayor, sede de la Entrada de Jesús en Jerusalén, continuando su camino en dirección a la Concatedral de San Pedro pasando por la iglesia de Nuestra Señora del Carmen, sede de la Oración en el Huerto.
La talla de El Cristo de la Cena (Sevilla, 2024) muestra un Cristo que bendice la mesa con la mano derecha mientras sostiene el cáliz con la mano izquierda siendo obra del imaginero sevillano Álvaro Flores Rojas. Se trata de una imagen de vestir, es decir, cuerpo de candelero de madera de pino, donde las partes visibles (cabeza, manos y pies) han sido elaboradas en resinas poliméricas policromadas. La talla integra la simbología de las dos Cofradías, como el rostro de Cristo con la barba partida, la túnica blanca y roja de la Entrada de Jesús en Jerusalén y el cáliz de la Oración en el Huerto, diseñado por los alumnos del IES Machado. 
El cristo se acompaña con cofrades con el hábito jerónimo confeccionado de acuerdo a las pinturas de Juan Zapata Ferrer de la ermita San Saturio y el hábito de la orden de San Agustín, que también tuvo presencia en la ciudad de Soria. Esta procesión tiene un paisaje sonoro distinto al del resto de la Semana Santa soriana, ya que es acompañada por la Banda de Dulzainas de Soria, que se une a los tradicionales tambores y cornetas.

### Martes Santo
En la jornada de Martes Santo, tras los oficios religiosos propios del día, son dos las procesiones que salen a las calles de Soria. La Cofradía de la Oración en el Huerto y la Cofradía de la Flagelación del Señor inician su procesión particular, cada una desde su templo, para juntarse ambas en la plaza de Mariano Granados; en el centro de la ciudad de Soria. Desde este punto, las procesiones se convierten en un mismo cortejo, siempre la Cofradía de la Oración delante de la Cofradía de la Flagelación; hasta finalizar ambas en la S.I. Concatedral de San Pedro Apóstol, donde quedarán sus pasos hasta la Procesión del Viernes Santo.
Originariamente, sólo la Cofradía de la Oración del Huerto tenía su procesión particular el día de Martes Santo; desde su fundación en el año de 1951. Al fundarse, en 1954, la Cofradía de la Flagelación del Señor; la procesión de la Oración se trasladó a la noche de Lunes Santo, haciendo su procesión un día diferente cada cofradía. Durante años, se mantuvo este orden procesional. Hace varias décadas, se decidió que la Procesión de la Oración se celebrase, junto con la Flagelación, la noche de Martes Santo; costumbre que perdura hasta la actualidad.
Si bien ambas procesiones comienzan a la misma hora, las 21.00 horas desde sus respectivas iglesias; es la propia cronología de la Pasión la que marca su orden. Por ello, resulta consecuente hablar primero de la Procesión de la Oración en el Huerto y, después, de la Procesión de la Flagelación.

#### Procesión de la Cofradía de la Oración en el Huerto

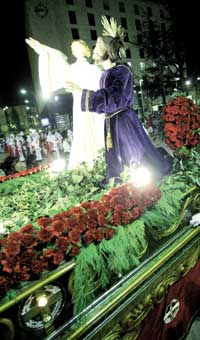
El paso de La Oración del Huerto (s.XIX)

En la plaza de Ramón Ayllón se ultiman los detalles de un paso que resulta de los más llamativos que participan en la Semana Santa Soriana; ya que porta cada año una gran palmera natural con sus frutos traída, tradicionalmente, de Elche. A las 21.00 horas, desde la iglesia de Nuestra Señora del Carmen próxima al convento que fundara en 1581 Santa Teresa, sale en procesión la Cofradía de la Oración en el Huerto de Soria. Al paso marcado por los tambores y cornetas, subirá la procesión hasta la plaza Mariano Granados; pasando por delante del palacio de los Condes de Gómara y atravesando la calle del Collado. En dicha plaza de Mariano Granados le espera la Cofradía de la Flagelación del Señor, que aguarda hasta que la Oración de la vuelta a plaza, para marchar juntas hasta la S.I. Concatedral de San Pedro.
La cofradía, cuyo hábito es el más llamativo por sus colores granate, dorado y verde, alumbra el paso de La Oración del Huerto (Barcelona, 1898). Este paso fue adquirido por la Cofradía del Santo Entierro de Cristo en, y participaba en la Procesión de Viernes Santo. La cofradía, cuyo origen se encuentra el la "Hermandad Ferroviaria de Nuestra Señora del Perpetuo Socorro y San Antonio de Padua"; solicitó en 1951 a la cofradía del Santo Entierro, ser portadores de un paso, portando ese primer año "La Flagelación" y "La Oración en el Huerto", quedando posteriormente con este último, con el cual celebra una procesión la noche de Martes Santo; amén de su participación en la Procesión General del Santo Entierro de Viernes Santo. El paso, cuyas tallas siguen los patrones de la imaginería de Salzillo, se monta sobre un bello carro en madera de color verde y dorada, cubierto por faldón de terciopelo rojo con el emblema de la cofradía bordado. Representa a Cristo orante, arrodillado, en el Huerto de los Olivos; vestido con una túnica de terciopelo morado bordada en oro y ceñida a la cintura por un fajín dorado. A su derecha, un ángel le reconforta, vestido con una túnica blanca bordada igualmente en oro atada a la cintura por un fajín blanco y dorado; y le muestra un cáliz plateado, recordando las palabras de Cristo pase de mí este cáliz. Adornado con motivos vegetales y claveles rojos en los laterales, posee una copa por esquina que se adornan con las mismas flores. El detalle más especial es una palmera natural, que todos los años es traída por la cofradía desde Elche, acompañada de los dátiles naturales.

#### Procesión de la Cofradía de la Flagelación del Señor

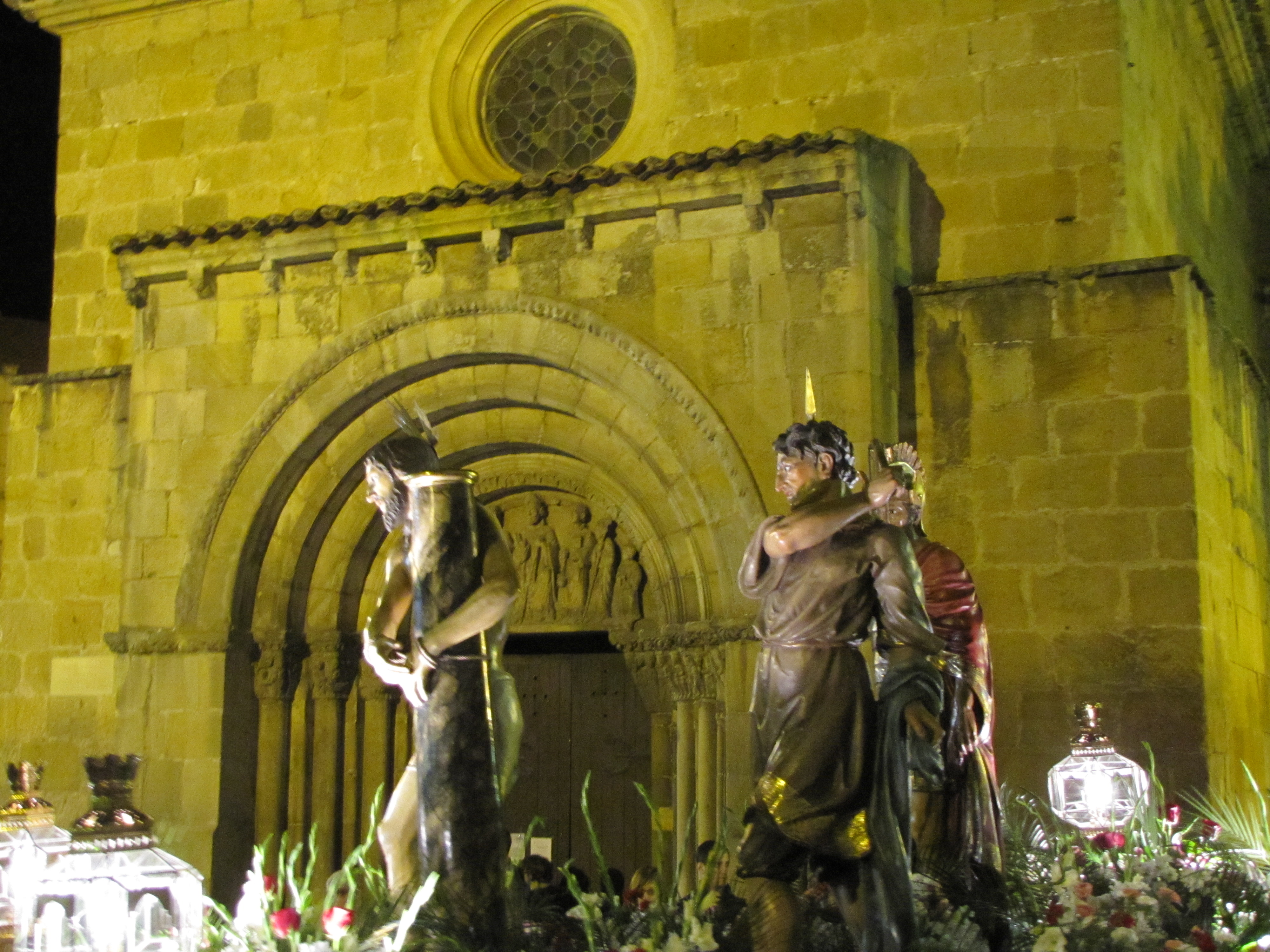
El paso de La Flagelación (1951)

Siendo las 21.00 horas de la noche de Martes Santo, saldrá desde la iglesia de Nuestra Señora del Espino, su sede canónica, la Cofradía de la Flagelación del Señor de Soria. Salen en procesión, la principal de la cofradía, los pasos de Jesús atado a la Columna (siglo XVI) y el paso de La Flagelación (Escuela de Olot, 1951).
La Procesión de la Flagelación salió a las calles de Soria por primera vez el año de 1954, año en el que se constituye canónicamente la cofradía; adjudicándosele la noche de Martes Santo. Si bien hubo un periodo en el que ésta procesión era la única de este día, desde hace algunas décadas comparte la noche de Martes Santo con la Cofradía de la Oración en el Huerto. Bajando por la calle Caballeros alcanzará la plaza de Mariano Granados, donde esperará a que de la vuelta la Cofradía de la Oración; partiendo ambas juntas por la calle del Collado hasta la S.I. Concatedral de San Pedro Apóstol. El Viernes Santo participarán en la Procesión General del Santo Entierro de Cristo.
La cofradía saca en procesión dos pasos, que representan la escena de la flagelación de Cristo. El primero de ellos, la imagen de Jesús atado a la Columna (Escuela castellana, siglo XVI), muestra a Cristo abrazando la columna; a la que está atado con una cuerda que también le rodea el cuello, en la cual será azotado y flagelado. Imagen de escuela castellana de mediano tamaño, muy austera en su talla y policromía; es portada a hombros por cofrades de la Flagelación sobre un trono de madera de un color oscuro, adornado con flores y faldón rojo. El segundo, La Flagelación (Escuela de Olot, 1951), se monta sobre un sencillo carro de madera tallada con faldón rojo. Muestra la imagen de Cristo atado a la columna mientras un sayón levanta el flagelo ante la mirada impasible de un soldado romano. Adornado con múltiples flores, rematan las esquinas del paso cuatro faroles.

### Miércoles Santo
El Miércoles Santo en Soria se vive con una especial intensidad; pues la ciudad se encuentra en vísperas de los días mayores de la Semana Santa. Las calles están más concurridas de gente y el Collado, por la tarde, se encuentra lleno de público que espera a la cofradía de los franciscanos. Hasta hace no mucho tiempo, en todas las iglesias de la ciudad se celebraba el Santo Oficio de Tinieblas; quedando los templos completamente a oscuras. Tal oficio, a veces, resultaba excesivamente largo; motivo por el cual la juventud buscaba entretenimiento clavando a la tarima del templo las sayas negras de las viejas que asistían a ellos. En la actualidad, la ciudad de Soria cuenta con un desfile procesional la tarde-noche de Miércoles Santo. La Cofradía Penitencial del Ecce Homo lleva su paso, desde la iglesia de Santo Domingo, hasta la S.I.Concatedral de San Pedro Apóstol; donde permanecerá hasta la tarde de Viernes Santo. A continuación, se rezan las estaciones del Viacrucis en el camino de San Saturio.

#### Procesión de la Cofradía del Ecce Homo y Via Crucis a orillas del Duero

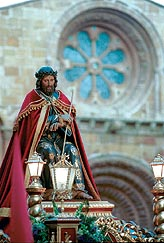
Detalle de la imagen del Ecce Homo (Escuela romanista navarra,)

A las 20.00 horas, desde la iglesia románica de Santo Domingo de Soria, inicia su procesión particular la Cofradía Penitencial del Ecce Homo; popularmente conocida como la cofradía de los Franciscanos. Si bien desde antiguo la procesión partía desde esta iglesia, hubo un tiempo en que aquélla comenzaba en la iglesia del convento de los P.P. Franciscanos en la plaza Bernardo Robles. Fue con motivo de la celebración del cincuentenario de la cofradía cuando se decidió que ésta, el Miércoles Santo, partiera en procesión desde la iglesia de Santo Domingo como antiguamente hacía.
La cofradía, nacida en el seno de la Juventud Antoniana de Soria, con sede en el Colegio de San José de los P.P. Franciscanos; mantiene una especial relación con el convento de las M.M. Clarisas de la ciudad, cuya iglesia es la románica de Santo Domingo. Si bien franciscanos y clarisas, por su origen como órdenes religiosas, poseen un estrecho vínculo; es en la iglesia de Santo Domingo donde la imagen de la cofradía reposa todo el año a la espera del Miércoles Santo. Es esa la razón por la cual comienza la procesión en este punto.
La Cofradía Penitencial del Ecce Homo destaca por la seriedad con la que lleva a cabo sus desfiles procesionales. Partiendo de Santo Domingo, o de Santo Tomé en su origen, la procesión sale por la plaza del Rosario, donde se encontraba una de las puertas de la antigua muralla de Soria; bajando por la calle Numancia hasta la plaza Herradores. Atravesando la calle del Collado, finalizará en la S.I. Concatedral de San Pedro Apóstol. Una vez recogido el paso en el interior de la Concatedral, los cofrades se dirigen hacia la ermita de San Saturio, cruzando el río Duero por el Puente de Piedra. En el camino de San Polo se reza el Santo Rosario por los hermanos de la cofradía y, a lo largo del tantas veces cantado por Machado paseo de San Polo a San Saturio, se rezan las catorce estaciones tradicionales del Viacrucis. Éste, a la orilla izquierda del Duero y en la oscuridad de la noche con luna llena, merece su reconocimiento como uno de los actos de la Semana Santa Soriana admirable por su belleza. Una luminaria de cofrades y fieles van avanzando a lo largo del camino rezando ante las catorce cruces de piedra las estaciones del Viacrucis. Una vez llegada a la capilla barroca de la ermita del Santo Patrón de la ciudad de Soria, en esta noche del Miércoles Santo, se entona la Salve a la Virgen; con el ritmo marcado por las aguas del Duero.
El paso que saca en procesión en esta cofradía es conocido por el Ecce Homo (Escuela Romanista Navarra, siglo XVII); a pesar de que la imagen no representa el momento en el que Pilatos presenta al pueblo a Cristo; sino que, en puridad, representa el momento en el que éste soporta en escarnio de los soldados romanos tras su coronación de espinas. Posiblemente, esta talla formara parte del antiguo paso de la Corona de Espinas que existía en la ciudad; siendo el gremio de los sastres y calceteros el encargado de su alumbramiento. La imagen nos muestra a un cristo joven y barbado, sentado, asumiendo el escarnio al que fue sometido. Atadas las manos, lleva ceñida a la cabeza la corona de espinas; una caña entre las manos y un gran manto de terciopelo rojo. La imagen se asienta sobre un bello carro de madera oscura y dorada, con ocho faroles que la iluminan. En 1950, año de la constitución canónica de la cofradía, salió la imagen en procesión sobre unas andas cargadas por cofrades con el originario hábito negro.
Llegado el paso a la S.I. Concatedral de San Pedro Apóstol, descansará allí hasta la tarde de Viernes Santo; en la que formará parte de la Procesión General del Santo Entierro de Cristo. Esta cofradía ha tenido como hermanos honorarios a los condes de Ripalda, padre e hijo, de la familia Marichalar.

### Jueves Santo
Finalizados los actos programados el Miércoles Santo, con el Viacrucis en el Duero, la ciudad de Soria amanece la mañana de Jueves Santo conocedora de la tragedia que se avecina. A las 12:00 horas, tradicionalmente en la iglesia de El Salvador, tiene lugar la Celebración Comunitaria de la Penitencia. La Junta de Cofradías de la Semana Santa de Soria invita de modo especial, en un acto abierto a toda la comunidad cristiana, a todos los cofrades de la ciudad. Llegada la tarde, comienzan los tradicionales oficios y procesiones propios de este día. Tras la celebración de la Misa In Coena Domini y la instalación de los monumentos en las iglesias; sale a las calles, en Procesión Viacrucis de Penitencia, la Cofradía de las Santas Caídas de Jesús. En la noche, será la Cofradía de la Virgen de la Soledad con su Procesión del Silencio, la que inunde las calles de la ciudad con su devoción.

#### Misa Solemne In Coena Domini y Procesión al monumento
La tarde de Jueves Santo comienza con los santos oficios en el interior de todos los templos de la ciudad. Especial mención requieren los celebrados en la S.I. Concatedral de San Pedro Apóstol. Oficiada por el Abad de San Pedro, a las 17.30 horas comienza la Misa Solemne In Coena Domini conmemorativa de la última cena de Cristo con sus apóstoles; con lavatorio de pies. Una vez finalizada, en procesión, se depositan las sagradas formas en el monumento que será velado esa tarde y el Viernes Santo por los cofrades de las Santas Caídas y del Santo Entierro. En el resto de iglesias de Soria, tras la Santa Misa, se instalan los "Monumentos"; siendo especialmente bello el que se montaba, hasta hace no mucho tiempo, en la iglesia de San Juan de Rabanera. Estos "Monumentos" son visitados por las diferentes cofradías, en grupos distintos; en los diversos trayectos es típico hacer paradas, en diferentes bares y tabernas, para tomar la tradicional limonada.

#### Procesión Via Crucis de Penitencia de la Cofradía de las Caídas de Jesús

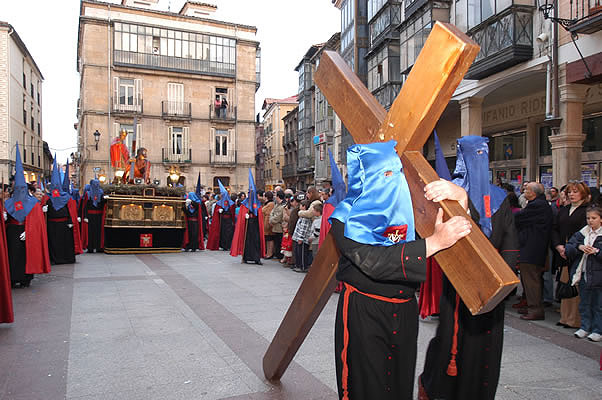
Procesión Viacrucis de las Santas Caídas la tarde de Jueves Santo

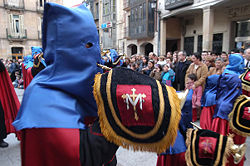
Banda de tambores y cornetas de las Santas Caídas de Jesús

Finalizada la Misa Solemne In Coena Domini en la S.I. Concatedral de San Pedro Apóstol, comienza el Viacrucis procesional de la Cofradía de las Santas Caídas de Jesús a las 19.30 horas. Durante su recorrido se rezarán las distintas estaciones del Viacrucis con breve plática conmemorativa de las Tres Caídas de Jesús con la Cruz. La procesión, lentamente, subirá por la calle Real y el Collado hasta la plaza Mariano Granados; bajando de nuevo por la plaza Mayor hasta la S.I. Concatedral de San Pedro Apóstol donde finaliza.
La cofradía es la encargada de sacar en procesión el paso titular de Jesús con la Cruz a cuestas (Barcelona, siglo XIX), que fue adquirido en 1892 por la Cofradía del Santo Entierro de Cristo. Este paso salió con esta cofradía en la Procesión del Santo Entierro de Cristo hasta que en 1955, por la constitución canónica de la Cofradía de las Santas Caídas de Jesús, lo hizo la tarde de Jueves Santo en procesión particular; participando en la Procesión General del Santo Entierro de Cristo el Viernes Santo. El paso procesional representa a Cristo caído, que muestra una mirada implorante al cielo, bajo el peso de la Cruz. Un soldado romano, con lanza en mano, custodia al reo que lleva atado por la cintura con una sencilla cuerda. Las imágenes van montadas sobre un carro en el que se encuentran talladas catorce hornacinas que reflejan las estaciones del Viacrucis, iluminado con un sencillo farol en cada esquina. El carro es adornado, tradicionalmente, con ramas de romero recogidas en el cercano monte de las Ánimas y engalanado con un sobrio faldón de terciopelo azul oscuro. En adición, hermanos de la cofradía arrastran en las procesiones tres pesadas cruces de madera maciza como símbolo de las Tres Caídas de Jesús con la Cruz.
En el año 2015 y coincidiendo con el 60.º aniversario de la creación de la cofradía se incorporó el paso de La Verónica (Socuéllamos, 2014), realizado por el escultor Oscar Salmerón del taller de imaginería religiosa Arte Salmerón de Socuéllamos (Ciudad Real). Existió un antiguo paso de La Verónica según se recoge del Acuerdo Municipal del 24 de abril de 1664 en el que se reorganiza la procesión del Jueves Santo y se entregan los distintos pasos a los gremios de la ciudad. En este acuerdo se menciona que el paso de La Verónica era alumbrado por "el gremio de la lana". La imagen de la Verónica es una talla de vestir, de una altura de 1,70 metros y que representa a Santa Verónica portando el paño con el que enjugó el sudor y la sangre de Jesús y en el cual quedaron milagrosamente impresas sus facciones. Destaca la belleza del rostro cuya expresión de tristeza y amargura consigue impresionar al espectador, en comunión con la expresividad del paso titular. El paso es portado a hombros por 24 cofrades y se monta sobre un armazón de madera de olivo sobredorada iluminada por cuatro faroles dispuestos en tres alturas.

#### Procesión del Silencio de la Cofradía de la Virgen de La Soledad

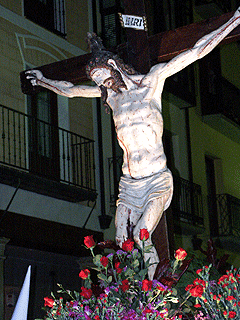
Cristo del Humilladero atribuido a Juan de Juni

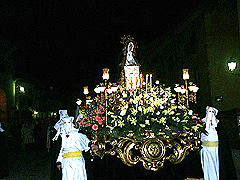
Virgen de la Soledad

La noche de Jueves Santo en Soria se vive con un especial sentimiento devocional. La Cofradía de la Virgen de la Soledad sale en procesión desde su ermita en la Alameda de Cervantes para atravesar la ciudad en el silencio de la noche. La ermita, patrocinada en el siglo XVI por los Condes de Gómara, se hallaba tradicionalmente vinculada a la antigua Cofradía de la Vera Cruz de Soria. Queda constancia de ello en el escudo pétreo que culmina el dintel de la puerta de la ermita. Las imágenes del Cristo del Humilladero (Juan de Juni o su escuela, siglo XVI) y de la Virgen de la Soledad (siglo XVI) salían en procesión con la Vera Cruz. Desaparecida la cofradía, no se encomendó su alumbramiento a gremio alguno; siendo esta función ejercida por los vecinos devotos según encomendó el Corregidor de turno de la ciudad. Con la erección canónica de la Cofradía del Santo Entierro de Cristo en 1887, ésta se encargaba de realizar la procesión del Viernes Santo en la que participaban todos los pasos existentes en la ciudad; si bien, en la noche del Jueves Santo, se mantuvo el desfile procesional de la Virgen de la Soledad. Fue en el año de 1951 cuando la Virgen de la Soledad tuvo cofradía propia, que es la encargada de sacar en procesión ambos pasos la noche del Jueves Santo al Viernes Santo; así como en la Procesión General del Santo Entierro de Cristo.
A las 23.30 horas, desde la pequeña ermita, da comienzo la Procesión del Silencio. Como pude deducirse, es el silencio el principal elemento que da atractivo a esa santa procesión. Éste, solamente es roto por los toques de tambor y corneta de la banda de la cofradía. La devoción de la ciudad de Soria a estas imágenes, desde tiempo inmemorial, hace que la procesión revista una solemnidad especial en el silencio de la noche. Si bien es la cofradía de la ciudad que cuenta con mayor número de hermanos, toda la ciudad acompaña a la Virgen de la Soledad esa noche. Conforme avanza la procesión por las calles del centro de Soria, los vecinos devotos caminan detrás de la Virgen hasta que la procesión concluye, en la madrugada, en la S.I. Concatedral de San Pedro Apóstol con un Solemne Viacrucis en su interior. El silencio, Cristo y la Virgen son los protagonistas de la procesión.
El paso titular de la cofradía es el de la Virgen que, a su vez, es la patrona de la ciudad de Soria por ser la Madre de Dios y la única imagen de ella que participa en la Semana Santa. La Virgen de la Soledad (siglo XVI) es una imagen de vestir que luce un manto negro bordado en oro por las M.M. Clarisas y delantal de raso blanco; reflejando en su cara el dolor de una madre ante la muerte de su hijo con la mirada perdida. Con el nombre de Nuestra Señora de la Quinta Angustia recibía culto en la ermita del Royal de Arriba hasta que los Condes de Gómara la trasladaron a la ermita del Humilladero, actual ermita de la Soledad. El dato más curioso de esta imagen es que, si bien todo el año recibe culto en la ermita con un Cristo yacente colocado sobre el halda, en Semana Santa únicamente porta un rosario de cristal, un corazón traspasado por una espada y una corona de espinas; representando así a la Virgen en la advocación de la Soledad. La Virgen lleva, en las procesiones, una bella diadema de oro con el escudo de la ciudad de Soria; rematada por siete estrellas en la punta. La imagen se monta sobre un precioso carro de madera en pan de oro con motivos vegetales, rematado en sus esquinas por cuatro grupos de faroles y cubierto por un faldón de terciopelo negro. Así mismo posee dos filas de velas eléctricas que, colocadas a los pies de la Virgen, la iluminan; y es adornado por flores mayoritariamente blancas. El segundo paso que saca en procesión es el del Cristo del Humilladero (siglo XVI); soberbia imagen de un crucificado atribuido a Juan de Juni o su escuela. Esta imagen se venera el la pequeña capilla trasera del Humilladero en la ermita de la Soledad, origen de ésta. Se monta sobre un pequeño carro dorado adornado, entre otras flores, por rosas rojas y cubierto por un faldón negro. Así mismo, siete cofrades portan sendos faroles conmemorativos de los Siete Dolores de María Santísima.
Una vez llegada la Procesión del Silencio a la S.I. Concatedral de San Pedro Apóstol es tradicional el rezo de un Solemne Viacrucis en su interior, quedando los pasos de la cofradía a la espera de su participación en la Procesión General del Santo Entierro de Cristo al día siguiente; procesión que cerrará el paso de la Virgen de la Soledad.

### Viernes Santo o de la Cruz
Devoción y costumbre, silencio; el Viernes de la Cruz en Soria amanece con estos sentimientos heredados de la noche del Jueves Santo. A muy temprana hora pueden verse en las inmediaciones de las iglesias de la ciudad a los cofrades que, ataviados con sus trajes penitenciales, se dirigen para cumplir un riguroso turno de vela ante los monumentos levantados en ellas. Tiempo de oración ante el Santísimo guardado en éstos, de reflexión quizás; momentos en los cuales los cofrades de Soria recuerdan y reviven una tradición que, cada Viernes Santo, han cumplido puntualmente. A las 9.00 horas de la mañana, con la ciudad despertando al día, tiene lugar el Sermón de la Pasión en la S.I. Concatedral de San Pedro Apóstol. Al canto de Laudes por la Coral de Soria, se acompaña el Sermón; meditación acerca del Misterio de la Pasión de Cristo.
Es costumbre arraigada en la ciudad que las procesiones de Semana Santa que salen a las calles los días anteriores al Viernes Santo, como procesiones particulares de cada cofradía, cumplan con el objetivo de que éstas y sus pasos participen en la de la Procesión General del Santo Entierro esta tarde-noche. En riguroso orden cronológico, siguiendo el itinerario sagrado de la Pasión, las distintas cofradías de la ciudad llegaron en su día a la Concatedral de San Pedro. Siguiendo el orden de llegada, las cofradías de Soria se reúnen para participar en esta Santa Procesión, que puede considerarse como la general, o incluso oficial, de la Semana Santa Soriana. Tradicional también, como consecuencia de este orden estricto, es que únicamente salen en procesión, el Viernes Santo o de la Cruz, las imágenes de Cristo crucificado que portan. Hasta este día, en Soria, se ha podido admirar a Cristo entrando en Jerusalén montado sobre un asno, orante en el huerto, en la columna flagelado, coronado con espinas y cargando con la Cruz; pero es en la madrugada de Jueves a Viernes cuando sale el Cristo del Humilladero (siglo XVI) a recibir el calor de los vecinos clavado en la Cruz.
Viernes Santo, en Soria Viernes de la Cruz, la Cofradía de las Siete Palabras de Jesús en la Cruz sale por la mañana a predicar las Santas Palabras a la ciudad y llegar a la S.I. Concatedral de San Pedro Apóstol, para participar en la Procesión General del Santo Entierro en la tarde-noche y despedir con la Salve a la Virgen de la Soledad.

#### Procesión de la Cofradía de las Siete Palabras de Jesús en la Cruz

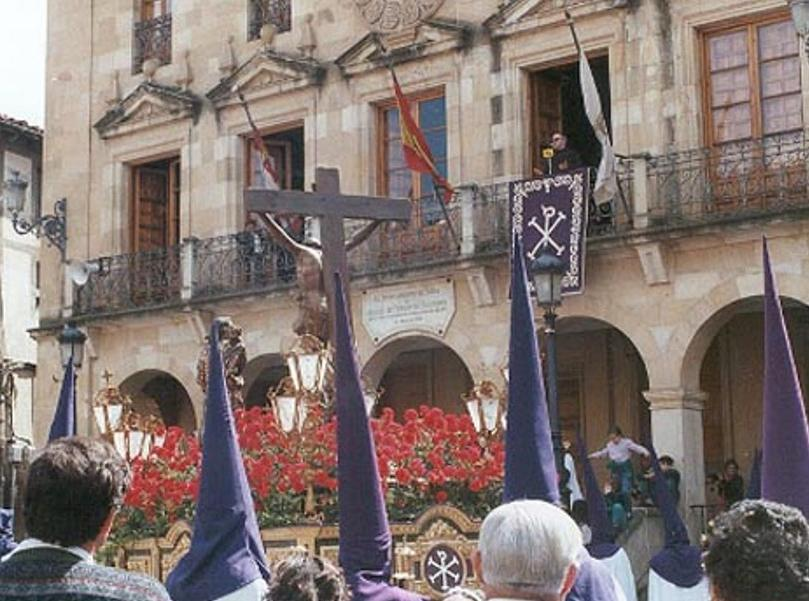
El Calvario de los Florines en la Plaza Mayor de Soria la mañana de Viernes Santo

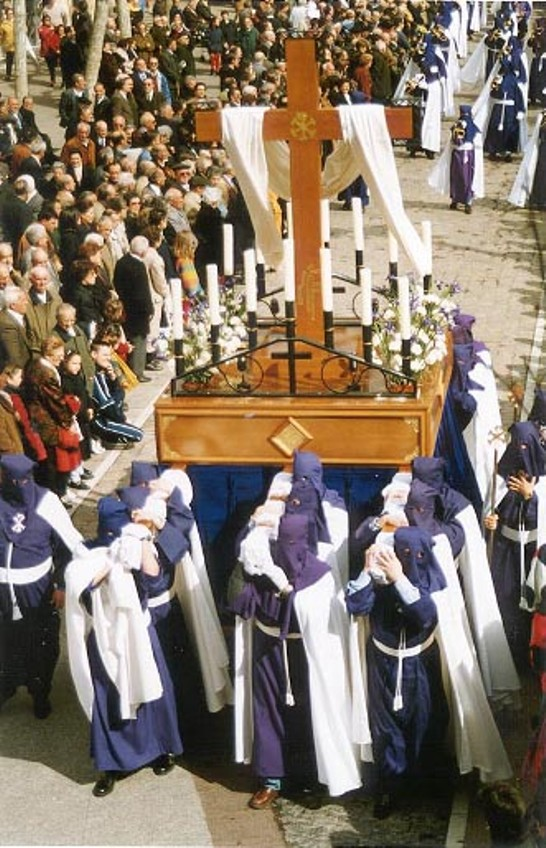
La Exaltación de la Santa Cruz (1.999)

Tras el Sermón de la Pasión celebrado en la Concatedral de San Pedro, a primera hora de la mañana, sale a las calles de la ciudad la Cofradía de las Siete Palabras de Jesús en la Cruz. Partiendo de su iglesia de El Salvador, bajando la calle Numancia, comienza la procesión; deteniéndose en siete ocasiones con el fin de predicar a la ciudad, desde los balcones de costumbre, las Santas Palabras.
El itinerario seguido por esta procesión, tradicionalmente el mismo cada Viernes Santo, predica a la ciudad de Soria las Santas Palabras en las siguientes calles y plazas: I Palabra en marqués de Vadillo con Ramón Benito Aceña (plaza de Herradores); II Palabra en la plaza Jurados de Cuadrilla (antiguo Hotel Comercio); III Palabra en la plaza de San Esteban (antiguo Banco de España), IV Palabra en El Collado; V Palabra en la Plaza Mayor (Ayuntamiento); VI Palabra en la plaza Fuente Cabrejas y VII Palabra en la calle Real (Ruinas de San Nicolás).
Abre la procesión el paso de la Exaltación de la Santa Cruz (1.999), promovido por la cofradía con motivo de la celebración de su L Aniversario, que es portado a hombros. El paso se compone de una cruz natural en madera de haya, inspirada en la cruz presidencial de la iglesia de El Salvador del escultor Vaquero Turcios, con la cabeza y brazos rematados en forja y con una réplica de las llamas vivas características de la fachada principal del templo. De sus brazos cuelga el Santo Sudario en tela de lino. Así mismo, delante y detrás de la cruz, se colocan siete cirios en cada lado como signo de la antigua ley. El paso titular de la cofradía es el conocido como Calvario de los Florines (Anónimo, siglo XVI); cuya imagen del crucificado pertenecía a la antigua Cofradía de los Florines, una “cofradía-banco de depósito” de (cuando existían los florines como moneda) a la usanza de la época. El calvario se compone por una imagen de Jesús crucificado de gran valor artístico de estilo gótico con añadidos renacentistas, denominado Cristo de los Florines (también Cristo de la Piedad), de escuela acreditada castellana del siglo XVI próxima a la de Alonso Berruguete. El Cristo es acompañado por sendas imágenes de la Virgen y el discípulo amado San Juan que, siendo de otra procedencia, comparten escuela y fecha. Las imágenes se montan sobre un bello carro de traza plateresca dorado en oro viejo rematado por un faldón morado con galón y fleco de oro. Así mismo, la cofradía porta Siete Faroles representantes de las Siete Palabras de Jesús así como dos cruces de madera que son arrastradas por hermanos de la cofradía.
La Procesión de las Siete Palabras concluye a las 15.00 horas en la S. I. Concatedral de San Pedro, tres horas exactas desde su inicio, como símbolo del espacio de tiempo en el que Jesús estuvo clavado en la Cruz hasta su expiración.

#### Acción Litúrgica con Adoración General de la Santa Cruz
A las 17.30 horas, en la S. I. Concatedral de San Pedro, tiene lugar el oficio religioso de la Adoración General de la Santa Cruz. Oficiado por el Abad del Cabildo de San Pedro, se expone para su adoración por los fieles la reliquia del Lignum Crucis; un trozo de la Cruz en la que Cristo murió llegado a Soria en 1522 procedente del Vaticano. Posteriormente la reliquia es colocada sobre un trono que, portado a hombros por los hermanos de la Cofradía del Santo Entierro de Cristo, participará en la Procesión General del Santo Entierro de Cristo.

#### Procesión General de la Cofradía del Santo Entierro de Cristo

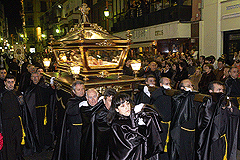
Paso del Santo Sepulcro (siglos -) la noche de Viernes Santo.

Finalizados los Santos Oficios en los templos de la ciudad, las calles de Soria se constituyen en ríos de penitentes que bajan por la calle Real hacia la S. I. Concatedral de San Pedro. Por el centro de la ciudad, especialmente el sorianísimo Collado; las calles comienzan a llenarse de vecinos y forasteros que, como presagio de la solemnidad que se avecina, aguardan la subida de la Santa Procesión General del Santo Entierro de Cristo.

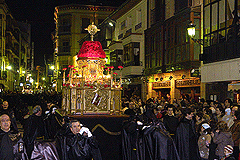
Paso del Lignum Crucis (1522)

Con rigurosa puntualidad, a las 19.30 horas, salen por la plateresca puerta de San Pedro la cruz parroquial con sus ciriales y el sencillo paso de La Borriquilla. De este modo da comienzo la procesión organizada por la Cofradía del Santo Entierro de Cristo acompañada por el resto de cofradías de la Ciudad de Soria; que será presidida por las Autoridades eclesiásticas y a la que asisten las Autoridades civiles y militares. Lentamente, con la solemnidad y sencillez propia de los sorianos, la procesión sube por la calle Real, la plaza Fuente Cabrejas, la calle Los Miranda, calle Mayor, Plaza Mayor, El Collado y marqués de Vadillo hasta la plaza Mariano Granados; donde las cofradías esperan la llegada de la Virgen de la Soledad. En este recorrido, los sorianos se agolpan para ver pasar los pasos que reciben con un sentimiento familiar situándose en los rincones de toda la vida que, en palabras del Cronista de Soria don Miguel Moreno y Moreno, sirven para la evocación de glorias y nostalgias; pues si hay algo que realmente caracteriza a los sorianos es la fiel observancia de sus costumbres individuales.

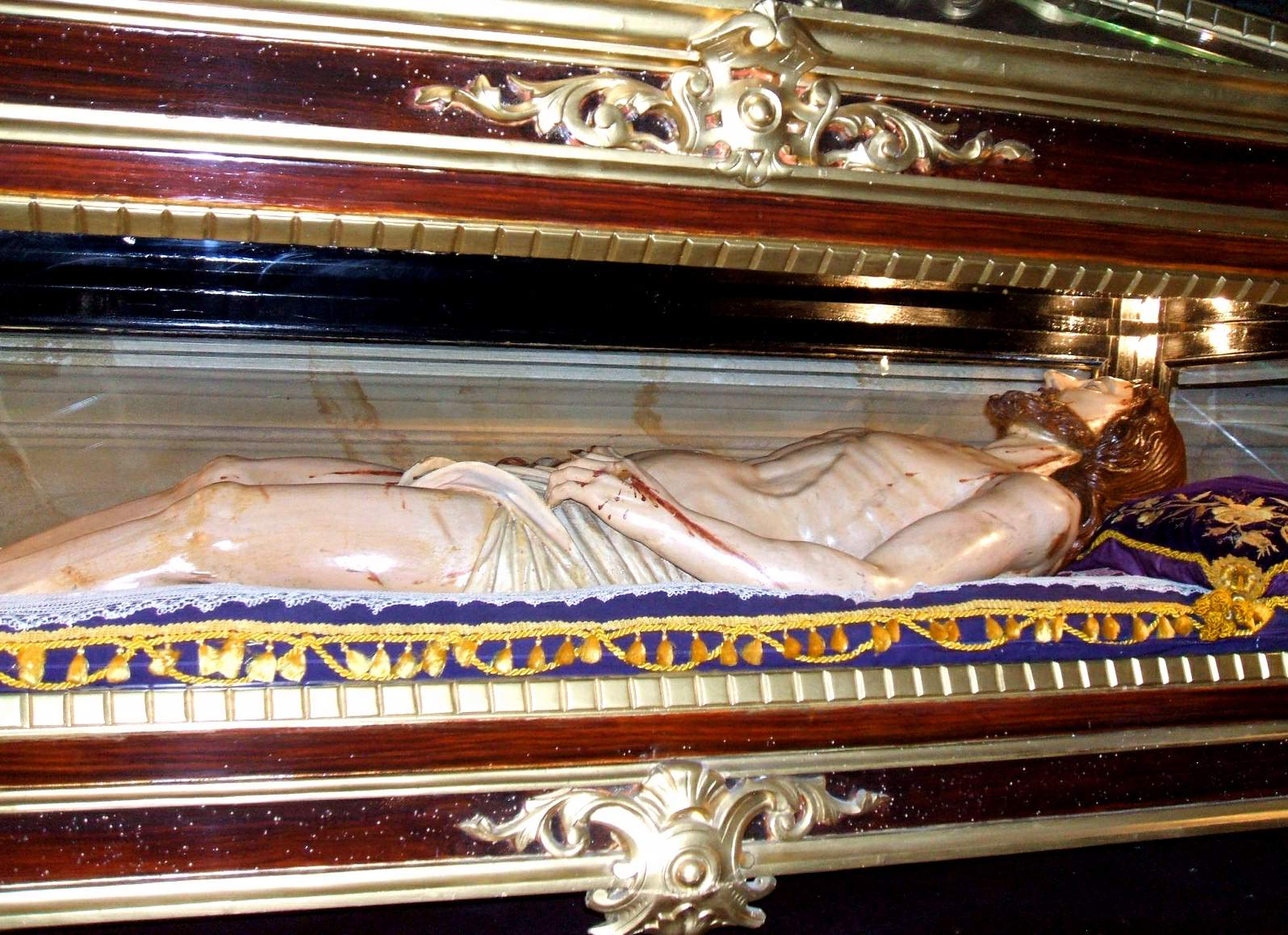
Paso del Santo Sepulcro (s. -)

 El paso titular de la Cofradía del Santo Entierro de Cristo es el Santo Sepulcro, una artística urna de cristal y madera dorada realizada en Zaragoza en 1891 en cuyo interior recoge una talla de Cristo Yacente del siglo XVIII. La historiografía soriana ha considerado siempre, que antes de la realización de esta imagen, se pocesionaba el Cristo Yacente del siglo XVI que se custodia en la Ermita de la Virgen de la Soledad traído por los Condes de Gómara del Royal de Arriba junto con la imagen de la Virgen y nombrado en los documentos como El Sepulcro. A este paso se añadió en 1968 el denominado Lignum Crucis para procesionar una reliquia de la Santa Cruz procedente de la desaparecida parroquia de la Santa Cruz y que regresó a Soria en 1522, cuando el Papa Adriano VI la requirió para venerarla devolviéndola al año siguiente. Este paso está formado por una elaborada estructura de traza gótica realizada en Cataluña y que no es otra que la antigua carroza en la que con anterioridad se procesionaba el busto del Santo Patrón de Soria, San Saturio. Está realizada en madera dorada y policromada en azul y rojo sobre la que se coloca un relicario realizado en bronce y plata con pedrería de forma circular realizado en el siglo XVIII y que contiene la mencionada reliquia. En las procesiones es decorado con unos mil claveles rojos. También uno de los cofrades porta el Crucifijo del Santo Entierro encargado por la Cofradía al escultor Molina y realizado en 1901, pues la imagen de Cristo Crucificado que se procesionaba hasta entonces, propiedad del Marqués de la Vilueña, se quemó en el incendio de su palacio en 1897.
En riguroso orden, las cofradías y sus pasos van subiendo al encuentro con la Virgen de la Soledad. La Entrada con La Borriquilla (1960), La Oración del Huerto con su paso de La Oración (siglo XIX), La Flagelación con el Cristo atado a la Columna (siglo XVI) y el paso de La Flagelación (1954), El Ecce Homo con su paso del Ecce Homo (siglo XVII), Las Caídas con La Verónica (2014) y el sobrio paso de La Caída (siglo XIX), Las Siete Palabras con los pasos de La Exaltación de la Santa Cruz (1999) y el Calvario de los Florines (siglo XVI), el Cristo del Humilladero (siglo XVI) –que sube solo sin la Cofradía de La Soledad a la que pertenece-, El Santo Entierro con el Crucifijo del Santo Entierro (1901) y los pasos del Lignum Crucis (1968) y el Santo Sepulcro (1891); y, cerrando la procesión, La Soledad con la imagen de la Virgen de la Soledad (siglo XVI).
Conforme cae la noche, la solemnidad de la procesión aumenta y el silencio es el protagonista cuando llegan los últimos pasos, el recto y hueco sonido de los tambores del Santo Entierro seguido por la doliente Virgen de la Soledad. Al llegar a la plaza Mariano Granados, tras recibir a la Virgen con los acordes del Himno Nacional y el corazón en un puño, la Muy Noble y Muy Leal Ciudad de Soria canta la Salve a su madre perpetua. Finalizada la despedida a la Virgen cada cofradía, en procesión hacia sus respectivos templos, realiza su regreso por el camino más corto; concluyendo así los actos del Viernes Santo.

### Sábado Santo o de Gloria

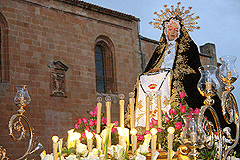
La Virgen de la Soledad (s.) saliendo el Viernes Santo de la S.I. Concatedral de San Pedro Apóstol

El Sábado Santo soriano, antaño llamado Sábado de Gloria, está presidido por la resignación ante la muerte de Cristo y caracterizado por la ausencia de actos religiosos durante el día. En tiempos no muy lejanos, se celebraba el conocido como Sermón de Soledad. Del mismo modo tenía lugar la Procesión de la Soledad, en la tarde-noche, con la imagen de la Virgen de la Soledad (siglo XVI); procesión que dejó de celebrarse en 1981. La Virgen salía en procesión desde la iglesia de Santa María la Mayor, pues el Viernes Santo allí se recogía; subiendo por la calle de El Collado, para finalizar en su ermita en la Alameda de Cervantes. Si bien esta tradición se ha perdido, bien podría recuperarse en un futuro; pues es el Sábado Santo el único día de la Semana de Pasión en Soria en el que no sale a las calles procesión alguna.
Desde hace algunos, en la tarde de este día y en la iglesia de El Salvador, se ha venido celebrando un Concierto de Marchas Procesionales a cargo de la Banda Municipal de Soria que magistralmente dirige don Manuel Aceña; reconocida dentro y fuera de la provincia. La Banda Municipal de Soria posee gran arraigo entre los sorianos y siempre participa en sus festividades más solemnes, especialmente durante las Fiestas de San Juan o de la Madre de Dios que la ciudad celebra, desde tiempo inmemorial, coincidiendo con el solsticio de verano. La Banda se presta a participar en los actos de Semana Santa que, a instancia de la Junta General de Cofradías de Soria, se le solicita.
Al llegar la noche, en la mayoría de los casos a las 23.00 horas, en los templos de la ciudad se celebra la Solemne Vigilia Pascual. La ciudad celebra con júbilo la Resurrección de Cristo.

### Domingo de Pascua de Resurrección del Señor

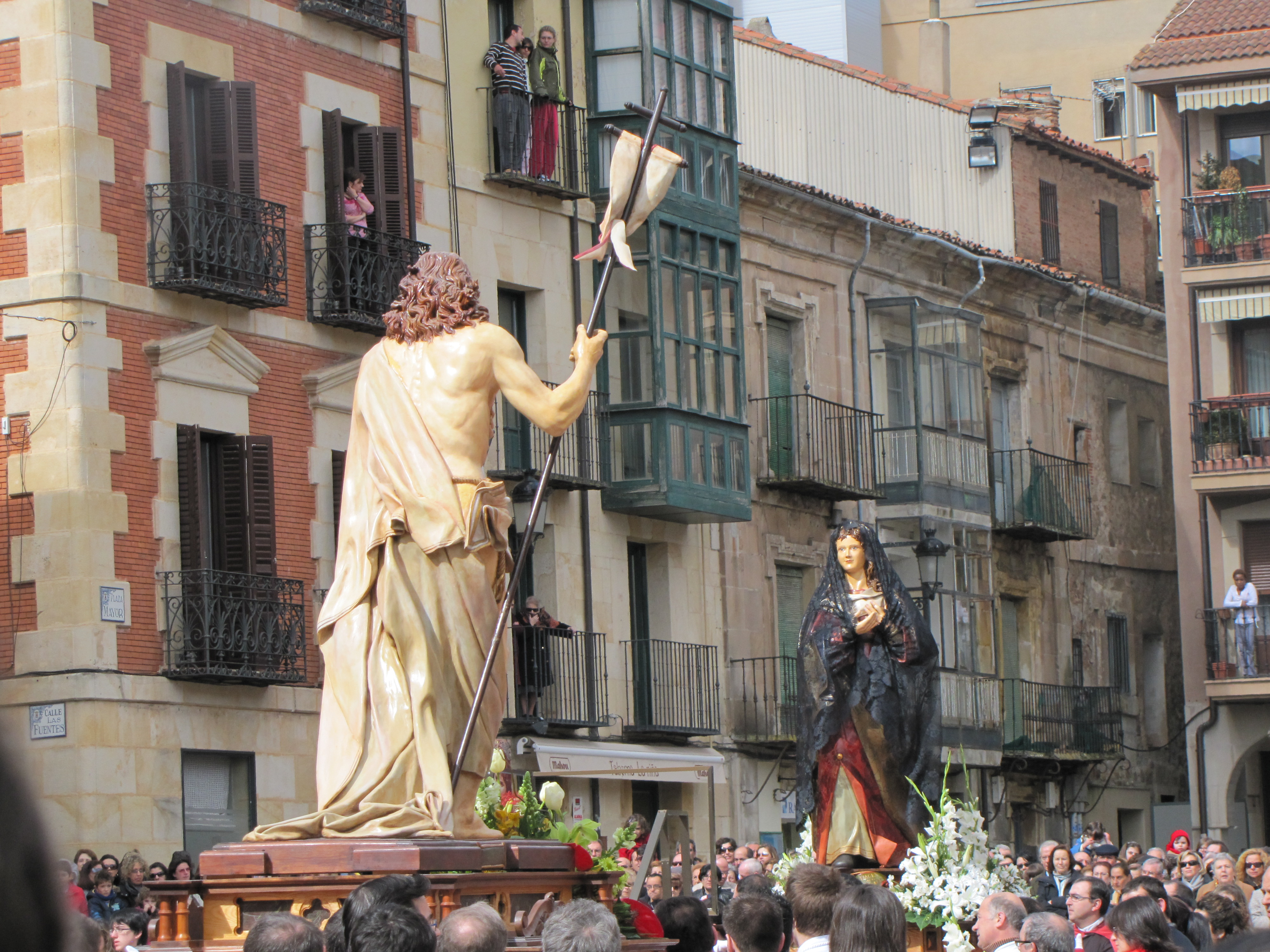
Procesión del Encuentro en la Plaza Mayor de Soria el Domingo de Resurrección

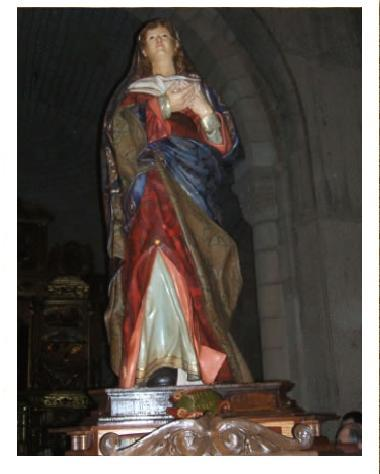
Virgen de la Alegría, obra de Miguel Ángel Tapia procesionada el Domingo de Resurrección

Habiéndose celebrado en la noche del Sábado Santo la Vigilia Pascual, la ciudad de Soria se dispone a celebrar con júbilo la alegría de la Gloriosa Resurrección de Cristo junto a la Madre de Dios. Hasta el año 2007, no existía en Soria tradición procesional el Domingo de Resurrección; quedando los actos de este día exclusivamente en los templos de la ciudad. Hace no muchos años, la Junta de Cofradías de Semana Santa de Soria, decidió encargar al escultor vallisoletano Miguel Ángel Tapia una imagen de Jesús Resucitado, con el fin de crear una nueva procesión en la Semana Santa Soriana; no exenta de dificultades para su obtención. Sin embargo, ha quedado patente que la unión entre las cofradías de la ciudad puede remover los obstáculos, generalmente económicos, que condicionan su ámbito de actuación. En el año 2006, la imagen del Resucitado llegó a la S.I. Concatedral de San Pedro Apóstol; colocándose en una de las capillas laterales del templo para su culto, siendo bendecida la mañana del Domingo de Resurrección de ese año 2006.
En 2007, ya en poder de la Junta de Cofradías la imagen del Resucitado, tuvo lugar la primera Procesión del Encuentro en la ciudad de Soria. Como toda procesión castellana del Domingo de Pascua, era necesaria la presencia de una imagen de la Madre de Dios; decidiéndose que fuera la Virgen de La Blanca (siglo XVIII) la que participase en este primer encuentro. La razón que movió a la Junta de Cofradías a sacar en procesión esta imagen fue su tradicional presencia en las Fiestas de San Juan (o de la Madre de Dios); especialmente protagonista en la mañana del Lunes de Bailas en un acto religioso en el que la ciudad de Soria, representada por sus Doce Cuadrillas, rinde pleitesía a esta Virgen; considerada como patrona de las Fiestas. Por primera vez en la historia se celebró esta procesión, en la que la entonces alcaldesa de la ciudad retiró el manto de luto a la Virgen de La Blanca a los acordes del Himno de la Alegría interpretado por la Banda Municipal de Soria y, posteriormente, el canto del Regina Coeli.
Ahora bien, la presencia de la Virgen de La Blanca la mañana del Domingo de Pascua fue temporal, pues en ese mismo año se encargó al mismo escultor de la imagen del Resucitado, el vallisoletano Miguel Ángel Tapia, la factura de una imagen de la Virgen; que recibiría el nombre de Virgen de la Alegría. A partir del año 2008, la Semana Santa Soriana se puede considerar completada con la incorporación de ambas tallas que son portadas a hombros por hermanos de todas las cofradías de la ciudad. Aunque ambas tallas son de reciente factura, tienen un alto valor artístico pues Miguel Ángel Tapia Palomo se inspira, en sus creaciones, en las tallas castellanas de los siglos XVI y XVII; realizando el mismo proceso de confección con madera de pino de Soria, policromía de temple al huevo, pintura al óleo y estofados en pan de oro. De las tallas destaca la expresión del rostro de las imágenes así como las manos de la Virgen, dirigidas hacia su corazón. El autor concibió ambas imágenes juntas, con la finalidad de expresar fielmente el encuentro del Hijo con la Madre.
Pendiente de asentar tradición, el encuentro entre la Madre de Dios y su hijo Resucitado tiene lugar en la Plaza Mayor de la ciudad de Soria. La imagen de El Resucitado sale desde la S.I. Concatedral de San Pedro Apóstol al encuentro de la Virgen de la Alegría que lo hace desde la iglesia del Salvador. A las 12.00 horas de la mañana, a los pies de la escalera principal de la Casa de Los Linajes (Ayuntamiento), en la Plaza Mayor de Soria, se le retira el manto de luto a la Virgen de la Alegría con los acordes del Himno de la Alegría y el canto del Regina Coeli (alégrate Reina del cielo). En este acto toman participación las ocho cofradías de la ciudad y, tras éste, la ciudad en procesión se dirige hasta la S.I. Concatedral de San Pedro Apóstol donde tiene lugar la celebración de la Solemne Misa de Pascua de Resurrección.